# Palác HAZU
Palác Chorvatské akademie věd a umění (chorvatsky Palača Hrvatske akademije znanosti i umjentosti; HAZU) se nachází v hlavním městě Chorvatska, Záhřebu, na adrese Trg Nikole Zrinskog 11 (Náměstí Nikoly Zrinského). Stavba je ústřední a dominantní objekt celého náměstí. Budova je kulturní památka. Je evidována v katalogu chorvatských kulturních památek pod číslem Z-223. 

## Historie
Budova vznikla několik let po vzniku HAZU z iniciativy Josipa Juraje Štrosmajera, který navrhl, aby nově zřízená akademie věd měla reprezentativní sídlo Ta dosud sídlila v budově dnešního Draškovićova paláce. Navíc chtěl také zřídit galerii (ta dnes nese jeho jméno). 
Štrosmajer daroval HAZU (tehdy ještě JAZU) 40 000 florinů na výstavbu palác a najal vídeňského architekta Friedricha von Schmidta. Poté, co Schmidt připravil projekt budovy se však objevily problémy s jejím umístěním, neboť Záhřebané byli proti výstavbě sídla akademie na navrhované lokalitě. Nakonec tak bylo rozhodnuto o přemístění. Původní projekt byl také přepracován a mírně rozšířen, neboť do sídla akademie mělo být nově zahrnuto i Archeologické muzeum. Dokončení objektu navíc zbrzdilo zemětřesení. Budova tak musela být těsně před plánovaným otevřením znovu upravována. Dána do užívání byla až roku 1884. 